# Freddie Prinze Jr.
Freddie James Prinze Jr. (ur. 8 marca 1976 w  Los Angeles) – amerykański aktor, scenarzysta i producent filmowy.

## Życiorys

### Wczesne lata
Urodził się w rodzinie rzymskokatolickiej jako jedyne dziecko Katherine „Kathy” Elaine Barber (z domu Cochran) i Fredericka Karla „Freddiego” Pruetzela, komika stand-up. Jego rodzina była pochodzenia portorykańsko-węgierskego ze strony ojca i w połowie irlandzkiego, angielskiego, szkockiego, niemieckiego i austriackiego ze strony matki. Jego ojciec popełnił samobójstwo, gdy jego syn miał zaledwie dziesięć miesięcy. Wychowywany był przez matkę i babcię. Jego  ojcem chrzestnym był Robert Wall. Pasjonował się sztukami walki, pływaniem i trenował stepowanie. Dorastał w Albuquerque w Nowym Meksyku, gdzie w 1994 ukończył La Cueva High School. Wakacje spędzał w Portoryko u swojej babci Marii.

### Kariera
Zadebiutował na szklanym ekranie rolą szkolnego punka w serialu ABC Family Matters (1995). Kandydował do roli Stuarta „Stu” Machera w slasherze Wesa Cravena Krzyk (Scream, 1996), którą ostatecznie zagrał Matthew Lillard. Miał obiecujący start w show–biznesie, grając w udanych filmach dla nastolatków: w horrorze Koszmar minionego lata (1997) i jego sequelu Koszmar następnego lata (1998) czy komedii romantycznej Cała ona (1999) z Rachael Leigh Cook, która przyniosła mu dwie nagrody: Blimp Award i Teen Choice Awards w dwóch kategoriach. W 1999 gościł w The Howard Stern Radio Show.
Był na okładkach „Seventeen” (w lutym 2000), „Movieline” (w maju 2000), „Big Hit” (w maju 2001 w Australii), „Teen People” (w czerwcu 2001), „Cosmo Girl” (we wrześniu 2001), „Entertainment Weekly” (w czerwcu 2002), „Theatregoer” (w styczniu 2003), „Girlfriend” (w lutym 2003 w Nowej Zelandii), „Emmy” (w kwietniu 2005) i „Cosmopolitan” (w czerwcu 2006). We wrześniu 2000 magazyn „People” umieścił go na liście 50. najpiękniejszych ludzi.
W 2003 na West Endzie grał Warrena Strauba w spektaklu Kennetha Lonergana To jest nasza młodość.
Po nieudanej próbie stworzenia własnego sitcomu ABC Freddie (2005–2006), zyskał sławę głównie dzięki roli Freda Jonesa w aktorskich adaptacjach Scooby-Doo (2002) i Scooby-Doo 2: Potwory na gigancie (Scooby Doo 2: Monsters Unleashed, 2004). Prezentował potem na ekranie niezwykle sympatyczną osobowość w różnorodnych rolach komediowych i dramatycznych.

## Życie prywatne
W 2001 spotykał się z aktorką Sarah Michelle Gellar, z którą 1 września 2002 zawarł związek małżeński. Mają córkę Charlotte Grace (ur. 19 września 2009) i syna Rocky’ego Jamesa (ur. 23 września 2012).

## Filmografia

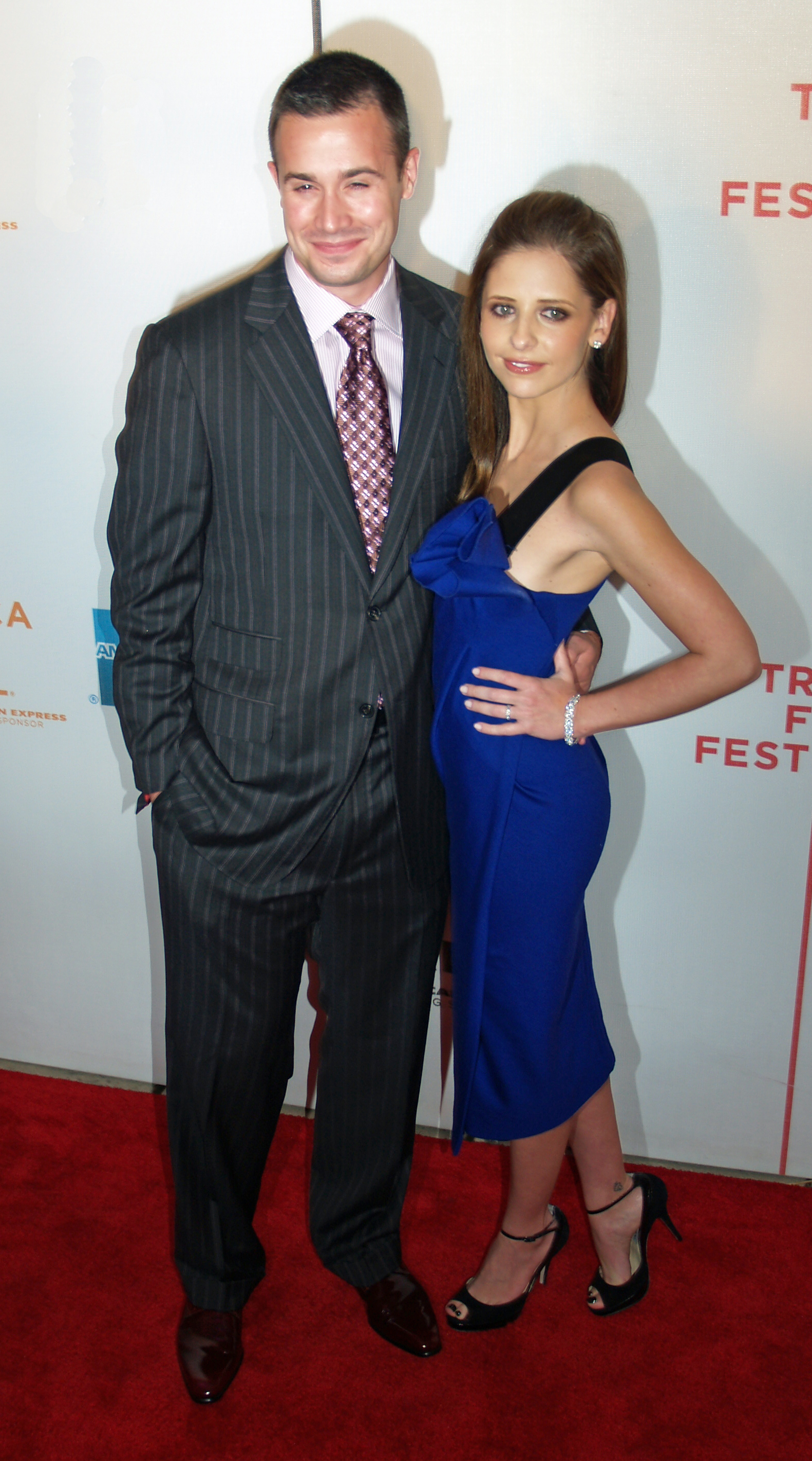
Freddie Prinze Jr. wraz z żoną Sarah Michelle Prinze podczas Tribeca Film Festival

### Filmy
- 1996: Miłość z Marzeń (To Gillian on Her 37th Birthday) jako Joey Bost
- 1996: Too Soon for Jeff jako Jeff
- 1997: Upiorne święto (The House of Yes) jako Anthony
- 1997: Iskierka (Sparkler) jako Brad
- 1997: Detention: The Siege at Johnson High jako Aaron Sullivan
- 1997: Koszmar minionego lata (I Know What You Did Last Summer) jako Ray Bronson
- 1998: Vig jako Tony
- 1998: Koszmar następnego lata (I Still Know What You Did Last Summer) jako Ray Bronson
- 1999: Królewski pieniądz (Money Kings)
- 1999: Nieprzerwana akcja – Wing Commander (Wing Commander) jako Christopher „Maverick” Blair
- 1999: Cała ona (She’s All That) jako Zach Siler
- 2000: Tam, gdzie ty (Down to You) jako Alfred Connelly
- 2000: Dziewczyny i chłopaki (Boys and Girls) jako Ryan Walker
- 2001: Bez pamięci (Head Over Heels) jako Jim Winston
- 2001: Letnia przygoda (Summer Catch) jako Ryan Dunne
- 2002: Scooby-Doo jako Fred Jones
- 2003: Kim Kolwiek: Było, jest i będzie (Kim Possible: A Sitch in Time, TV) jako Future Jim & Tim (głos)
- 2004: Scooby-Doo 2: Potwory na gigancie (Scooby Doo 2: Monsters Unleashed) jako Fred 'Freddy' Jones
- 2005: Ryzykant (The Shooting Gallery) jako Jericho
- 2006: Sposób na rekina (Shark Bait) jako Pi (głos)
- 2006: Happy Wkręt (Happily N’Ever After) jako Rick (głos)
- 2007: Nowojorska serenada (New York City Serenade) jako Owen
- 2007: Prawo Brooklynu  (Brooklyn Rules) jako Michael Turner
- 2008: Delgo jako Delgo (głos)
- 2008: Jack i Jill kontra reszta świata (Jack and Jill vs. the World) jako Jack
- 2012: Mass Effect: Paragon Lost jako porucznik James Vega (głos)
- 2015: Misery Loves Comedy (dokumentalny) – w roli samego siebie
- 2019: Gwiezdne wojny: Skywalker. Odrodzenie (Star Wars: The Rise of Skywalker) jako Kanan Jarrus (głos)
- 2022: Clerks III jako przesłuchany 15
- 2022: Święta z tobą (Christmas with You) jako Miguel Torres
- 2023: Elfy ratują święta (Glisten and the Merry Mission) jako Crumble Starsnaps (głos)
- 2024: Morderstwo na basenie (The Girl in the Pool) jako Thomas
- 2025: Koszmar minionego lata (I Know What You Did Last Summer) jako Ray Bronson

### Seriale
- 1995: Family Matters jako chuligan
- 2000: Saturday Night Live – w roli samego siebie
- 2001–2004: Pokolenie mutantów (Mutant X) – scenariusz
- 2002: Przyjaciele (Friends) jako Sandy
- 2002: Frasier jako Mike
- 2004–2005: Orły z Bostonu (Boston Legal) jako Donny
- 2005: Robot Chicken jako Fred
- 2005–2006: Freddie jako Freddie Moreno (także producent wykonawczy i scenariusz)
- 2008–2009: WWE Raw jako gospodarz
- 2010: 24 godziny jako Cole Ortiz
- 2010: Świry jako Dennis
- 2011–2018: Robot Chicken jako Diego Marquez (głos)
- 2013: Czarownice z East Endu jako Leo Wingate
- 2013–2014: Kości jako Danny Beck
- 2014–2018: Star Wars: Rebelianci jako Kanan Jarrus (głos)

### Gry komputerowe
- 2012: Mass Effect 3 jako porucznik James Vega (głos)
- 2014: Dragon Age: Inkwizycja jako Iron Bull (głos)
- 2021: Mass Effect: Edycja legendarna jako porucznik James Vega (głos)

### Teledyski
| Rok  | Tytuł                         | Wykonawca                |
| ---- | ----------------------------- | ------------------------ |
| 1997 | „Kiss Me”                     | Sixpence None the Richer |
| 2002 | „Land Of A Million Drums”     | Outkast                  |
| 2004 | „Don’t Wanna Think About You” | Simple Plan              |

## Nagrody
| Rok  | Nagroda                         | Kategoria                                           | Film                 |
| ---- | ------------------------------- | --------------------------------------------------- | -------------------- |
| 1996 | Złoty Glob                      | Mr. Złotych Globów                                  | –                    |
| 1999 | Nagroda „Bravo”                 | Srebrna statuetka Bravo Otto dla najlepszego aktora | –                    |
| 1999 | Teen Choice Awards              | Wybrany aktor filmowy                               | Cała ona (1999)      |
| 1999 | Teen Choice Awards              | Najseksowniejsza scena miłosna z Rachael Leigh Cook | Cała ona (1999)      |
| 2000 | Nickelodeon Kids’ Choice Awards | Ulubiona para filmowa z Rachael Leigh Cook          | Cała ona (1999)      |
| 2000 | Teen Choice Awards              | Wybrany aktor filmowy                               | Tam, gdzie ty (2000) |
| 2000 | Nagroda „Bravo”                 | Srebrna statuetka Bravo Otto dla najlepszego aktora | –                    |